# Komyschany
Komyschany (ukrainisch Комишани; russisch Камышаны Kamyschany) ist eine Siedlung städtischen Typs in der ukrainischen Oblast Cherson mit etwa 7000 Einwohnern (2014).
Komyschany gehört administrativ zur Stadtgemeinde der Oblasthauptstadt Cherson. Die Ortschaft wurde 1801 gegründet, hieß bis 1946 Arnautka (Арнаутка) und erhielt 1963 den Status einer Siedlung städtischen Typs. Biloserka liegt 6 km westlich und das Zentrum von Cherson liegt 11 km östlich von Komyschany.
Am 12. Juni 2020 wurde die Siedlung ein Teil der Stadtgemeinde Cherson; bis dahin bildete sie zusammen mit den Ansiedlungen Blahowischtschenske (Благовіщенське), Pryoserne (Приозерне) und Symiwnyk (Зимівник) die Siedlungsratsgemeinde Komyschany (Комишанська селищна рада/Komyschanska selyschtschna rada) im Westen der Stadt Cherson als Teil des Stadtrajons Korabel.
Seit dem 17. Juli 2020 ist sie ein Teil des Rajons Cherson.